# Хрупкость (фильм)
«Хрупкость» (исп. Frágiles) — испанский фильм ужасов 2005 года каталонского режиссёра Жауме Балагеро.
Обладатель наград нескольких каталонских и национальных кинопремий, включая «Гойя» в категории Лучшие спецэффекты.

## Сюжет
Эми Николлс приезжает работать медсестрой в старинную детскую больницу, которая скоро будет навсегда закрыта из-за своей ветхости. Одна из пациенток, сирота Мэгги, к которой привязалась Эми, постоянно твердит, что видит некую «механическую девочку» по имени Шарлотта. Поначалу Эми не верит девочке, считая её рассказы детской выдумкой, но постепенно и сама приходит к выводу, что в больнице происходит что-то мистическое.
Таинственная Шарлотта обитает на заброшенном этаже больницы. Оказывается, что в 1959 году здесь жила тяжело больная маленькая девочка, чья болезнь сделала её кости крайне хрупкими. Её безумно полюбила медсестра по имени Шарлотта, и, когда девочка стала идти на поправку, начала целенаправленно ломать кости маленькой пациентке, чтобы оставить рядом с собою в больнице. В конечном итоге, не желая расставаться с любимой пациенткой, Шарлотта во сне задушила девочку подушкой. После этого, надев её металлический корсет, сумасшедшая медсестра совершила суицид, спрыгнув в шахту лифта.

## В ролях
| Актёр            | Роль          |
| ---------------- | ------------- |
| Калиста Флокхарт | Эми Николлс   |
| Ричард Роксбург  | Роберт Маркус |
| Елена Анайа      | Элен Перес    |
| Джемма Джонс     | миссис Фолдер |
| Ясмин Мёрфи      | Мэгги         |
| Колин Макфарлейн | Рой           |
| Майкл Пеннингтон | Маркус        |
| Даниэль Ортис    | Мэтт          |
| Скарлет Кэри     | Эмма          |
| Ивана Бакеро     | Мэнди         |

## Съёмки
Съёмки фильма проходили в Барселоне и на острове Уайт, в Англии.